# Ufens anomalus
Ufens anomalus är en stekelart som beskrevs av Lin 1994. Ufens anomalus ingår i släktet Ufens och familjen hårstrimsteklar. Inga underarter finns listade i Catalogue of Life.